# Frightened Rabbit
Frightened Rabbit é uma banda escocesa de indie rock de Selkirk. Composta por Scott Hutchison (vocais, guitarra), Grant Hutchison (bateria, vocais), Billy Kennedy (guitarra, teclados, baixo) e Andy Monaghan (teclados, guitarra, baixo). A banda lançou dois álbuns de estúdio, e seu segundo álbum, The Midnight Organ Fight, recebeu muitos elogios da crítica.

## Discografia

### Estúdio
- Sing the Greys (2006)
- The Midnight Organ Fight (2008)
- The Winter of Mixed Drinks (2010) #61 UK, #84 US

### Ao vivo
- Quietly Now! (2008)

### Singles
- "Be Less Rude/The Greys" (2007)
- "It's Christmas So We'll Stop" (2007)
- "Head Rolls Off" (2008)
- "Fast Blood" (2008)
- "I Feel Better" (2008)
- "It's Christmas So We'll Stop" (2008)
- "Swim Until You Can't See Land" (2009)
- "Nothing Like You" (2010)
- "Living In Colour" (2010)